# 이미슐리구
이미슐리구(아제르바이잔어: İmişli rayonu)는 아제르바이잔 남부에 위치한 구로 행정 중심지는 이미슐리이며 면적은 1,820km2, 인구는 104,026명(1999년 기준)이다. 남쪽으로는 이란과 국경을 접한다.